# Estaing (tổng)
Tổng Estaing là một tổng thuộc tỉnh Aveyron trong vùng Occitanie.

## Địa lý
Tổng này được tổ chức xung quanh Estaing ở quận Rodez. Độ cao khu vực này dao động từ 260 m (Le Nayrac) đến 848 m (Le Nayrac) với độ cao trung bình 496 m.

## Các đơn vị trực thuộc
Tổng Estaing gồm 6 xã với dân số 3 023 người (điều tra dân số năm 1999, dân số không tính trùng)
| Xã          | Dân số | Mã bưu chính | Mã insee |
| ----------- | ------ | ------------ | -------- |
| Campuac     | 438    | 12580        | 12049    |
| Coubisou    | 502    | 12190        | 12079    |
| Estaing     | 612    | 12190        | 12098    |
| Le Nayrac   | 570    | 12190        | 12172    |
| Sébrazac    | 482    | 12190        | 12265    |
| Villecomtal | 419    | 12580        | 12298    |

## Biến động dân số
| 1962                                                     | 1968  | 1975  | 1982  | 1990  | 1999  |
| -------------------------------------------------------- | ----- | ----- | ----- | ----- | ----- |
| 3 129                                                    | 3 463 | 3 250 | 3 271 | 3 124 | 3 023 |
| Nombre retenu à partir de 1962 : dân số không tính trùng |       |       |       |       |       |